# Waldemar IV. (Dänemark)

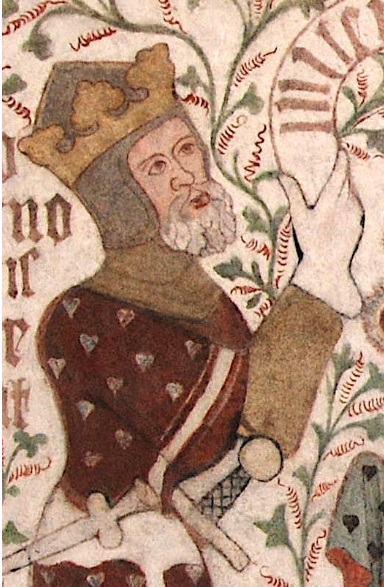
Bildnis des Waldemar Atterdag auf einem kurz nach dessen Tod entstandenen Fresko der Sankt Peders Kirke in Næstved, Dänemark

Waldemar IV. Atterdag (dänisch Valdemar IV Atterdag; * um 1321; † 24. Oktober 1375 auf Schloss Gurre beim heutigen Helsingör) war von 1340 bis zu seinem Tod König von Dänemark. Königin Margarethe I. war seine Tochter.
Der dänische Beiname „Atterdag“ bedeutet wörtlich „wieder Tag“ und bezieht sich auf die Wiederherstellung der Königsmacht in Dänemark, die zuvor durch desolate Zustände verdüstert war.

## Leben
Waldemar war der jüngste Sohn des Königs Christoph II. von Dänemark aus dem Haus Estridsson und der Euphemia von Pommern-Wolgast, Tochter von Herzog Bogislaw IV. Sein Vater wurde 1326 vom Holsteiner Grafen Gerhard III. besiegt und floh außer Landes. Waldemar wurde daher von 1326 bis 1338 am Hof des römisch-deutschen Kaisers Ludwig des Bayern erzogen, dessen Sohn Ludwig 1324 Waldemars älteste Schwester Margrethe geheiratet hatte. 1329 kehrte sein Vater aus dem Exil auf den Thron zurück, jedoch weitgehend entmachtet. Waldemars ältester Bruder Erik, Mitkönig seines Vaters seit 1321, starb bereits 1331 an einer Verwundung, die er sich im Krieg gegen die Holsteiner Grafen zugezogen hatte. Der Vater starb im Jahr darauf. Der zweitälteste Bruder, Otto, wurde vom Dänischen Reichsrat nicht zum König gewählt und geriet nach einem Aufstand 1334 in holsteinische Gefangenschaft, sodass es zu einer achtjährigen Thronvakanz kam. Otto wurde erst nach Waldemars Wahl freigelassen und verkaufte daraufhin sein Herzogtum Estland an den Deutschen Orden, in den er eintrat.
1340 wurde Waldemar zum dänischen König gewählt und heiratete im Rahmen eines Ausgleichs mit den Holsteiner Grafen Helvig, die Tochter Erichs II. von Schleswig und Schwester von Waldemar III., der während des Exils seines Vaters nominell als dänischer König unter der Vormundschaft des Grafen Gerhard III. eingesetzt worden war. 1347 wurde Waldemar Atterdag auf einer Pilgerfahrt nach Jerusalem von seinem Schwager Markgraf Ludwig von Brandenburg zum Ritter vom Heiligen Grab geschlagen.
In die Regentschaft Waldemar Atterdags fallen der erste Ausbruch der Pest in Europa 1348–1350, der auch in Nordeuropa viele Menschen zum Opfer fielen, und die sogenannten Waldemarkriege (zwei Kriege zwischen Dänemark und der Hanse, 1360–1370).

## Politik Waldemars
Zur Zeit der Mündigkeit Waldemars um das Jahr 1336 gab es in Dänemark keine zentrale Regierung und die Herrschaft über die verpfändeten Provinzen wurde von den Pfandherren, teilweise von Unterpfandherren ausgeübt. Die Mächtigsten des dänischen Adels beherrschten das Land und gewährten dem Adel Sonderrechte – wie das Verteidigungsrecht ihrer Burgen gegen jedermann, auch den König – und erhoben willkürlich Steuern. Zuvor war bereits im Jahre 1334 ein Aufstand seines älteren Bruders Otto gescheitert. Daraufhin wurde durch Kaiser Ludwig den Bayern eine Vermittlung zwischen Waldemar und dem Grafen von Holstein Gerhard III. ermöglicht. Als Vermittler stellte sich Waldemars Schwager, der gleichnamige Sohn des Kaisers, zur Verfügung. Die Machtübernahme in Dänemark konnte allerdings erst nach dem Tod des Grafen erfolgen, da dieser seinen Neffen als Waldemar III. auf den Thron gesetzt hatte und damit faktisch der Statthalter Dänemarks war.

### Wiederherstellung der Reichseinheit
Nach der Ermordung Gerhards wurde Waldemar 1340 zum dänischen König gewählt. Sein Machtbereich war allerdings sehr eingeschränkt, da er nur den nördlichen Teil Jütlands umfasste. Der Teil Jütlands nördlich der Königsau war an den ehemaligen König Waldemar III. verpfändet, während Schleswig an den Grafen von Holstein verpfändet war. Schonen war von seinem Pfandherren an König Magnus Eriksson verkauft worden. Waldemar IV. hatte aber das Recht, die verpfändeten Ländereien wieder einzulösen.
Waldemar begann mit der Einlösung Seelands, wobei ihm der Bischof von Roskilde wichtige Dienste leistete. Überhaupt verstand er es, die Kirche zu seinem wichtigsten Verbündeten gegen den mächtigen Adel zu machen. Kopenhagen wurde ihm zur Verfügung gestellt, und in den kommenden Jahren erwarb Waldemar eine Burg nach der anderen durch Eroberung oder durch Einlösung des Pfandes. Dabei setzte er bevorzugt Chorherren zu Schlossvögten ein. Mittel für seine weiteren Expansionen gewann Waldemar aus den Einkünften der eingelösten Burgen, durch Steuern sowie durch den Verkauf von Kronrechten in Estland an den Deutschen Orden. Auch die Wittelsbacher waren wichtige Geldgeber. Von 1349 bis 1354 beteiligte er sich auf deren Seite an mehreren Feldzügen in Deutschland. Im Einvernehmen mit dem Papst konnte er sogar die dänische Kirche besteuern. Gleichzeitig gelang es ihm, seine Gefolgsleute in den verschiedenen Domkapiteln unterzubringen, die er dann mit kirchlichen Pfründen versorgen konnte. So gewann der dänische König in Zusammenarbeit mit dem Papst in Avignon erstmals die volle Kontrolle über die dänischen Bischofsstühle. Als er starb, waren fast alle Bischofsstühle mit Anhängern Waldemars besetzt.

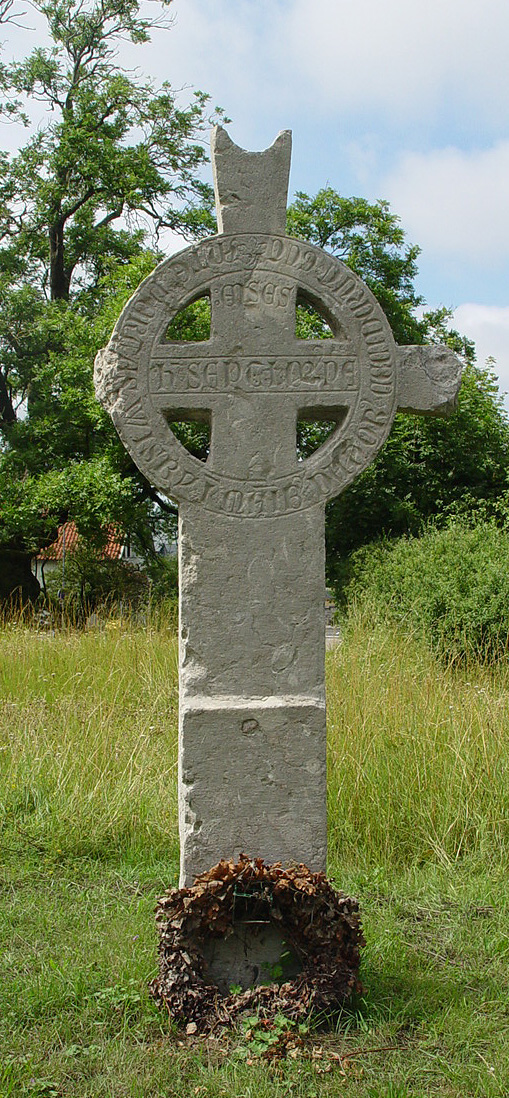
Waldemarkreuz in Visby aus dem 14. Jh. Lateinische Inschrift erinnert an die Schlacht vom 27. Juli 1361.

Bis 1349 hatte Waldemar die königliche Herrschaft über die seeländische Inselgruppe, über den größten Teil Jütlands und einen Teil Fünens wiederhergestellt. Während der 1350er Jahre gelang es ihm, auch die restlichen Provinzen zurückzugewinnen, 1358 eroberte er Schloss Nordborg auf Alsen. 1359 überstand Atterdag einen Adelsaufstand unter der Führung von Niels Bugge, dessen drei Anführer er töten ließ. Auslöser war das strenge, die Macht des dänischen Adels beschneidende Regiment des Königs. Krisenzeit, Anarchie und das lange Fehlen der Zentralmacht hatten einerseits die Selbsthilfe ständiger Fehden zur Folge gehabt und andererseits den landesherrlichen Genehmigungsvorbehalt für den Burgenbau, wie er für das Heilige Römische Reich etwa im Sachsenspiegel von 1220 festgehalten war, fallen lassen, was zu einem Bauboom geführt hatte.
Nach der Aussöhnung zwischen Regierung und Opposition im Landfrieden von 1360 eroberte Waldemar Schonen und im darauffolgenden Jahr in der Schlacht von Visby die Hansestadt Visby auf Gotland, woraufhin er sich auch den Titel „Herr der Gotländer“ zulegte. Nach 1359 ließ er Vordingborg, seit dem 12. Jahrhundert ein wichtiger Flottenstützpunkt, tiefgreifend neu gestalten und die Burg Vordingborg, die zu einem seiner bevorzugten Aufenthaltsorte wurde, erheblich verstärken. Weitere Sitze waren die Kopenhagener Burg (nach der Eroberung durch die Hanse 1368 jedoch geschleift), Søborg Slot, Kalundborg, Roskilde und der Jagdsitz Gurre bei Helsingør.

### Waldemarkriege
Waldemars Expansionspolitik rief jedoch die rivalisierenden wendischen Hansestädte auf den Plan. Im Ersten Krieg zwischen Hanse und Dänemark, in dem es um die Herrschaft über Schonen und den schonischen Markt ging, konnte sich Waldemar erfolgreich behaupten, unterlag jedoch im Zweiten Krieg von 1368 bis 1370. In diesen war zunächst auch Norwegen unter Haakon VI. einbezogen, der aber wegen einer Seeblockade rasch einen Separatfrieden schließen musste.
Der Krieg wurde von der Kölner Konföderation von 1367, nämlich der Hanse, dem Herzog Albrecht von Mecklenburg und den holsteinischen Grafen, mit dem Ziel geführt, die alten Handelsprivilegien garantiert zu bekommen und die Kontrolle über den Øresund zu erlangen. Die Kriegsführung überließ Waldemar seinem Gefolgsmann Henning Podebusk; er selbst unternahm zu dieser Zeit eine Europareise, wohl um weitere Verbündete zu finden. Die Mecklenburger und Holsteiner planten eine vollständige Aufteilung Dänemarks: Herzog Albrecht sollte Seeland, Møn und Falster erhalten, dessen Sohn, König Albrecht von Schweden, sollte Schonen und Gotland und die holsteinischen Grafen Jütland, Fünen und Langeland bekommen. Da Herzog Albrecht nicht genügend Streitkräfte besaß, holte er Seeräuber, die sogenannten Viktualienbrüder, zu Hilfe. Im Mai 1368 eroberte die hansische Flotte Kopenhagen und ließ die Kopenhagener Burg schleifen.
Die Hansestädte unter Führung Lübecks erreichten 1370 den für sie günstigen Separatfrieden von Stralsund. Sie erhielten die Festungen Helsingborg, Malmö, Skanør und Falsterbo für 15 Jahre, auszulösen gegen 12.000 Mark reinen Silbers. Damit kam der Zoll am Øresund von Dänemark in die Kasse der Hanse. Außerdem durfte der dänische Reichsrat künftig keinen König ohne vorherige Zustimmung der Hanse wählen. Herzog Albrecht fühlte sich übergangen und schloss im Jahr darauf ebenfalls einen Separatfrieden mit Dänemark. Darin wurde bestimmt, dass sein Enkel Albrecht nach Waldemar Atterdag dänischer König werden sollte.

### Lebensabend

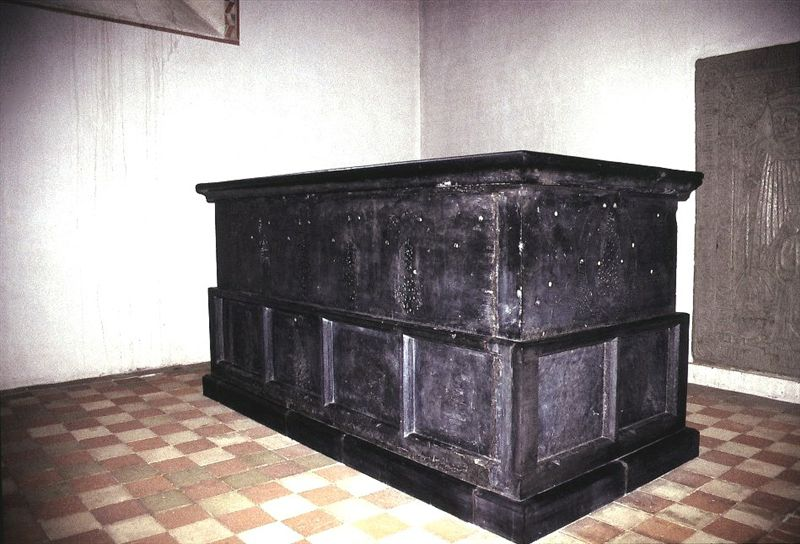
Waldemars Sarg in der Klosterkirche Sorø

Waldemar hatte mit Hilfe seines getreuen Drosten Henning Podebusk (Henning von Putbus) die königliche Herrschaft über Dänemark während 35 Jahren sukzessive wieder hergestellt und war dann zu einer Expansionspolitik übergegangen, die ihn in Kriege mit der Hanse verwickelte. Während der letzten Jahre seiner Regierung war Waldemar bestrebt, auch die Herrschaft über Schleswig zu gewinnen. Bevor er diese Pläne jedoch verwirklichen konnte, starb er im Jahr 1375 auf seinem Jagdsitz Gurre Slot (Schloss Gurre) im Norden Seelands. Sein Leichnam wurde auf eigenen Wunsch zunächst in der Kapelle seines bevorzugten Wohnsitzes, der Burg Vordingborg bestattet, aber von seiner Tochter Margarethe 1377 in die Klosterkirche Sorø überführt, wo auch seine Eltern sowie Margarethes Sohn Olav II. liegen.
Waldemar IV. war einer der bedeutendsten mittelalterlichen Könige Dänemarks. Die Quellen erwecken den Eindruck eines intelligenten, zynischen, ruchlosen und klugen Herrschers mit einem sicheren Instinkt für Politik und Wirtschaft, wie er über hundert Jahre später von Niccolò Machiavelli propagiert wurde. Waldemar sorgte für gute Beziehungen zum Papst, den er 1364 besuchte, zum jeweiligen Kaiser, also zu Ludwig dem Bayern als auch zu Karl IV., und zu Mecklenburg, das ihm ein wertvoller Verbündeter gegen Schweden und die Grafen von Holstein sein konnte. Im Inneren seines Reiches war Waldemar bemüht, vakante Ämter in der Kirche mit loyalen Personen zu besetzen sowie die Einkünfte, vor allem durch eine rigorose Steuerpolitik, zu mehren.
Da er seine Nachfolge nicht geregelt hatte und seine beiden Söhne früh gestorben waren, war diese ungeklärt, zumal eine Thronfolge durch Töchter nicht vorgesehen war. Zudem war Dänemark offiziell eine Wahlmonarchie. Die noch minderjährigen Söhne zweier seiner Töchter kamen als Kandidaten in Frage. Vor der Gesandtschaft der Hanse, die gerade zum Todeszeitpunkt auf Schloss Gurre anwesend war, wurde das Ableben des Königs geheim gehalten, um den mächtigen Rivalen nicht die Thronvakanz bekanntzugeben, bevor der Dänische Reichsrat und die eigene Familie davon erfuhren. Die jüngere Tochter Margrete I., Gemahlin des Königs Haakon VI. von Norwegen, kehrte sofort aus Oslo zurück. Obwohl Waldemar seinem Enkel Albrecht IV. von Mecklenburg eine vage Zusage gemacht hatte, dass dieser zu seinem Nachfolger gewählt werden könnte, erreichte Margarethe, dass ihr Sohn Olav II. gewählt wurde. Da er noch minderjährig war und früh starb, übernahm Margarethe, die ihrem Vater an Tatkraft und Geschick nicht nachstand, faktisch die Regierung und wurde für 37 Jahre Herrscherin in Dänemark, nach dem Tod ihres Mannes 1380 auch in Norwegen und ab 1389 in Schweden. Sie begründete damit die Kalmarer Union. Mit diesen beiden starken Herrscherpersönlichkeiten endete jedoch 1412 zugleich auch die seit 1047 währende Herrschaft des Königshauses Estridsson.
Viele Sagen und Geschichten ranken sich um den König; er ist Held der Sage vom „Wilden Jäger“. Eine berühmte Sage über seine Mätresse Tove, die auf Betreiben der Königin ermordet wurde, inspirierte viele romantische Gedichte. Ursprünglich scheint aber sein Ahne Waldemar I. Held dieser Sage gewesen zu sein.

## Nachkommen
1. Christoffer (1341/1344–1363), genannt „Junker Christoffer“, Kronprinz von Dänemark (auch Herzog von Laaland und Halland). Begraben in der Domkirche von Roskilde.
2. Margrethe (1345–1350) ⚭?.
3. Ingeborg (1347–ca. 1370) ⚭ 1362 Heinrich von Mecklenburg. Ingeborg war die Großmutter mütterlicherseits von Erich von Pommern.
4. Katrine (* 1349), starb als Kind.
5. Valdemar (* 1350), starb als Kind.
6. Margarethe I. (1353–1412) ⚭ Haakon VI. von Norwegen